# Valea Izei și Dealul Solovan (sit SPA)
Valea Izei și Dealul Solovan este o arie protejată (arie de protecție specială avifaunistică — SPA) din România întinsă pe o suprafață de 46.937,9 ha, integral pe uscat.

## Localizare
Situl se întinde în partea central-nordică a județului Bistrița-Năsăud, pe teritoriile comunelor Romuli și Telciu; și cea sudică a județului Maramureș, pe teritoriile administrative al comunelor Bârsana, Bogdan Vodă, Botiza, Budești, Călinești, Dragomirești, Groșii Țibleșului, Șieu, Ieud, Lăpuș, Moisei, Oncești, Poienile Izei, Rozavlea, Săcel, Săliștea de Sus, Sighetu Marmației, Strâmtura și Vadu Izei. Centrul sitului Valea Izei și Dealul Solovan este situat la coordonatele 47°39′34″N 24°13′18″E / 47.659492°N 24.221786°E.

## Înființare
Situl Valea Izei și Dealul Solovan a fost declarat arie de protecție specială avifaunistică (ROSPA0171) în septembrie 2016 pentru a proteja mai multe specii de păsări. Acesta se suprapune in integralitate cu situl de importanță comunitară Valea Izei și Dealul Solovan și include zonele naturale: Arcer - Țibleș Bran, Peștera din Dealul Solovan și Peștera și izbucul Izvorul Albastru al Izei.

## Biodiversitate
Situată în ecoregiunea alpină și continentală a munților și Depresiunii Maramureșului, aria protejată nu include niciun habitat protejat.
La baza desemnării sitului se află 19 specii de păsări protejate la nivel european sau aflate pe lista roșie a IUCN; astfel: fâsă de câmp (Anthus campestris), acvilă țipătoare mică (Aquila pomarina), ieruncă (Bonasa bonasia), caprimulg (Caprimulgus europaeus), barză albă (Ciconia ciconia), barză neagră (Ciconia nigra), cristel de câmp (Crex crex), ciocănitoare cu spatele alb (Dendrocopos leucotos), ciocănitoare neagră (Dryocopus martius), ciocănitoare pestriță mijlocie (Dendrocopos medius), muscar (Ficedula parva), muscar gulerat (Ficedula albicollis), sfrâncioc roșiatic (Lanius collurio), sfrânciocul cu frunte neagră (Lanius minor), ciocârlie de pădure (Lullula arborea), viespar (Pernis apivorus), ciocănitoare de munte (Picoides tridactylus), ciocănitoare verzuie (Picus canus) și huhurez mic (Strix uralensis).

## Căi de acces
- Drumul național DN18 pe ruta: Baia Mare - Baia SprieDesești - Giulești - Rona de Sus.
- Drumul național DN17C pe ruta: Bistrița - Năsăud - Coșbuc - Romuli - Vișeu de Sus.